# 城巴12A線
城巴12A線是香港一條港島半山區巴士路線，由城巴有限公司營運，循環來往金鐘（添馬街）和麥當勞道。此路線離開金鐘後，依次途經紅棉路、麥當勞道、堅尼地道及中環返回金鐘，全程收費為$5.6。此路線早於1961年12月16日投入服務，當時由中巴營辦，於1987年8月26日停止服務後，港英政府於1991年把此線以招標方式決定新營運商，最終由城巴中標並在同年9月11日重新投入服務，成為城巴首條專利巴士路線。

## 歷史

### 中巴時期
12A線早於1961年12月16日起投入服務，由中巴營辦，來往統一碼頭至麥當勞道，以循環線形式運作，初時提供每天全日服務。1972年9月11日，此路線位於中環的總站遷往位於統一碼頭旁的全新大型巴士總站，1982年9月5日起改為只提供平日早上至黃昏服務，假日之服務由香港島專線小巴1號線新增之特別班次（今香港島專線小巴1A線）取代。1985年2月1日起中環總站遷往愛丁堡廣場近中環天星碼頭，1986年3月3日起中環總站再遷往中環（交易廣場）。但當年中巴經營不善，導致客量不斷下跌，結果於1987年8月26日起停駛。

### 城巴接辦
中巴停辦此線後，麥當勞道的居民只能依賴香港島專線小巴1A線出入，惟該線常出現供不應求的情況。然而，城巴看準中巴已停辦的此線及17線（中環天星碼頭至掃桿埔，經堅尼地道），並於1989年9月向中西區區議會表示有意復辦12A線，獲得同意後，年底正式向政府遞交有關申請。
1989年11月30日，中巴因勞資雙方就退休金問題談判破裂，中巴員工決定發動罷駛，南區成為重災區，當日上午繁忙時間均無中巴行駛，事件造成港島交通大混亂，而城巴在當日於紅色小巴禁區鴨脷洲提供臨時非專利巴士服務，使其形象深入民心。罷工事件過後，港英政府於翌年繼續處理復辦此線的申請，並邀請中巴提供意見。港英政府最終決定在服務港島區的巴士路線中引入競爭，以復辦此線作為試點，透過招標決定路線營運商，即使決定遭中巴和九巴強烈反對，當局最終仍執意落實，於1991年4月19日將已停駛的此線招標決定新營辦商。在此線招標前，城巴和另一間非專利巴士營運商「香港巴士公司」已表明有意參與競投，而在招標期間，亦吸引雅高巴士、冠忠巴士及有豐巴士的非專利巴士公司參與競投，而中巴認為此線無利可圖而不作競投，九龍巴士亦曾就此線開辦申請擬備計劃書，惟最終改變主意，放棄參與競投，結果由城巴擊敗其他對手奪得此線的專營權，此線於1991年9月11日重新投入服務，編號沿用中巴時代的「12A」，循環來往港澳客輪碼頭及麥當勞道，來回程途經金鐘，採用九輛雙層空調巴士行走，全程收費為$4.5，此事象徵中華巴士1923年建立以來近70年壟斷局面正式中斷。為隆重其事，城巴於開辦當日舉行啟航儀式，由披上此路線啟航典禮旗幡的開篷巴士牽領一輛空調巴士行走。
在1993年2月15日，此線中區總站由港澳碼頭遷往干諾道中近粵海大廈，並在星期一至五非繁忙時段，以及星期六、日與公眾假期全日提供優惠收費。1994年6月30日，此線在中區的總站遷往金鐘（添馬街），路線改為回程繞經中環皇后大道中、畢打街及遮打道（假日則改經干諾道中）。1997年，此線晚間班次繞經花園道纜車站，同時取消優惠收費制度。晚間繞經纜車站的安排於2000年2月1日由開辦往返花園道纜車站至金鐘的特別班次12S線取代，惟12S線已在2004年5月3日以「路線重組」為由取消。
配合城巴新專營權實施，由2016年6月1日起，此線與另外7條城巴港島路線增設「Next Bus」實時抵站時間查詢，乘客只需使用新巴／城巴手機應用程式，便可查詢此線巴士的預計抵達時間，方便計劃行程。2017年7月17日起，此線逢星期一至五增設特快班次，相關班次由金鐘開出後依沿原有路線前往麥當勞道及堅尼地道，回程駛至花園道近聖約翰座堂便直接返回總站，不會途經中環。

## 服務時間及班次
12A線所有班次均於金鐘（添馬街）開出，並於每日清晨至午夜提供服務。以下服務時間及班次資訊以最近一次更新時為准。
| 金鐘（添馬街）開 | 金鐘（添馬街）開 | 金鐘（添馬街）開 |
| 日期             | 服務時間         | 班次（分鐘）     |
| ---------------- | ---------------- | ---------------- |
| 星期一至五       | 06:50－09:15     | 22－25           |
| 星期一至五       | 09:45            |                  |
| 星期一至五       | 10:00－20:27     | 15－17           |
| 星期一至五       | 20:27－00:00     | 20－25           |
| 星期六           | 06:50－20:00     | 10－15           |
| 星期六           | 20:00－00:00     | 20－25           |
| 星期日及公眾假期 | 06:55            | 06:55            |
| 星期日及公眾假期 | 07:15－20:00     | 15               |
| 星期日及公眾假期 | 20:00－00:00     | 20－25           |

12A線於星期一至五（公眾假期除外）設有特快班次，相關班次往金鐘（添馬街）方向並不途經中環，列表如下：
| 金鐘（添馬街）開   | 金鐘（添馬街）開    | 金鐘（添馬街）開 |
| 日期               | 服務時間            | 班次（分鐘）     |
| ------------------ | ------------------- | ---------------- |
| 星期一至五上課日   | 06:56－07:51        | 3－7             |
| 星期一至五上課日   | 07:51－09:05        | 7－12            |
| 星期一至五上課日   | 09:30               |                  |
| 星期一至五學校假期 | 06:56－08:42        | 6－10            |
| 星期一至五學校假期 | 08:54、09:05、09:30 |                  |

## 收費
12A線全程收費為$6.1，並不設任何分段收費。
12A線設12歲以下小童及65歲或以上長者半價優惠。60歲－64歲香港居民、65歲或以上長者與合資格殘疾人士如以指定八達通繳付此線的車資，可享有長者及合資格殘疾人士公共交通票價優惠計劃提供的$2票價優惠。乘客登車時需以現金或八達通卡繳付車資，不設找贖；而每位成人乘客可免費帶同最多兩名四歲以下而且不佔座位的兒童乘車。此外，乘客亦可使用指定電子支付工具繳付車資，使用此支付方式的乘客可享有與其他城巴／新巴獨營路線或聯營線城巴／新巴班次之轉乘優惠，惟不適用於與非城巴／新巴路線之轉乘優惠，乘客亦不能享有「公共交通費用補貼計劃」及「長者及合資格殘疾人士公共交通票價優惠計劃」。

### 轉乘優惠
12A線往金鐘方向與往新界方向的過海隧道巴士路線930、930A、930X、950、955、976及976A，以及往機場方向的城巴機場快線路線A11設有轉乘優惠，乘客如在第二程巴士車程以同一張八達通或指定電子支付工具繳付上述路線的車資，可享有轉乘優惠。
而往港島方向的過海隧道巴士路線930、930A、930B、930X及950，以及往港島方向的城巴機場快線路線A11與12A線往麥當勞道方向設有轉乘優惠，乘客如在第二程巴士車程以同一張八達通或指定電子支付工具繳付此路線的車資，可享有轉乘優惠。

## 使用車輛
在中巴營運的年代，此線主要派出佳牌阿拉伯五型雙層非空調巴士行走。
城巴取得此線專營權後，派出簇新的利蘭奧林比安11米（106－204）和10.4米（205－238）雙層空調豪華巴士行走此線，後來改派富豪B6LE（13XX）及丹尼士飛鏢（14XX）空調單層巴士行走，1998年起換入載客量較高的猛獅NL262（15XX）。2015年起，青年JNP6105GR 10.5米（1810－1825）及青年JNP6120GR 11.6米（1830－1845）單層巴士陸續成為此線主力用車至今。
值得一提，城巴接辦此線後隨即派出新型的利蘭奧林比安空調客車行走，當年此線用車在途經華人行時被身處長江實業舊辦事處的李嘉誠看見，正值長江實業正在天水圍新市鎮興建嘉湖山莊，遂引起李嘉誠的興趣，於是邀請城巴創辦人李日新申請開辦嘉湖山莊對外非專營空調巴士路線，城巴更因此增購第三批利蘭奧林比安11.3米空調客車。

## 行車路線

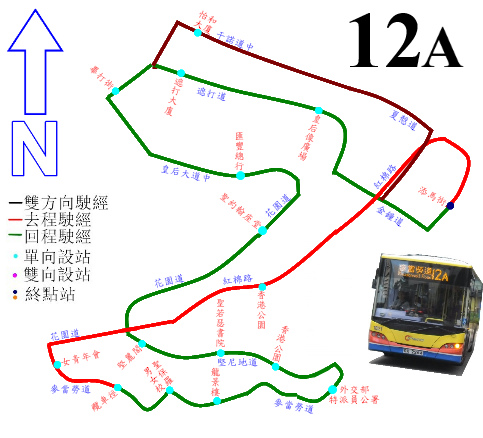
12A線的走線圖

12A線由金鐘（添馬街）開出之班次途經添馬街、夏慤道、紅棉路、麥當勞道、堅尼地道、花園道、皇后大道中、畢打街、遮打道、美利道、金鐘道及添馬街；當中星期一至五上午不經中環的班次在到達花園道後，會直接前往金鐘道及添馬街；而假日班次在到達畢打街後，改經干諾道中及紅棉路支路後返回金鐘道及添馬街。各班次具體停站請參考資訊框。

## 使用狀况
12A線途經麥當勞道及堅尼地道學校區，上、下課時段有不少學生乘搭，惟麥當勞道亦有香港島專線小巴1A線連接金鐘和中環，分薄客源同時亦被居民批評未能應付需求。運輸署曾在2013年6月4日在麥當勞道近外交部駐港特派員公署就此線在早上繁忙時間往金鐘方向的服務進行調查，發現此線在介乎上午8時30分至9時30分期間平均載客人數約有25人，載客率約為35%，服務水平被認為大致可配合乘客需求。運輸署再於2022年6月1日就此線服務進行實地視察，指出此線平日早上繁忙時段平均載客率約54%，部分乘客因巴士客滿而未能登車，但所有留候乘客均可於7分鐘內登上隨後開出的巴士。